# Sharon Stone
Sharon Yvonne Stone, född 10 mars 1958 i Meadville, Pennsylvania, är en amerikansk skådespelerska, filmproducent och före detta fotomodell. 
Stone fick sitt stora genombrott 1992 för sin roll som den förföriska Catherine Tramell i den erotiska thrillern Basic Instinct i regi av Paul Verhoeven.  
Hon belönades med en Golden Globe Award (Golden Globe Award för bästa kvinnliga huvudroll – drama) för sin roll i Casino.

## Filmografi
- 1980 – Stardust Memories
- 1981 – Hämnd från andra sidan
- 1985 – Kung Salomos sk(r)att

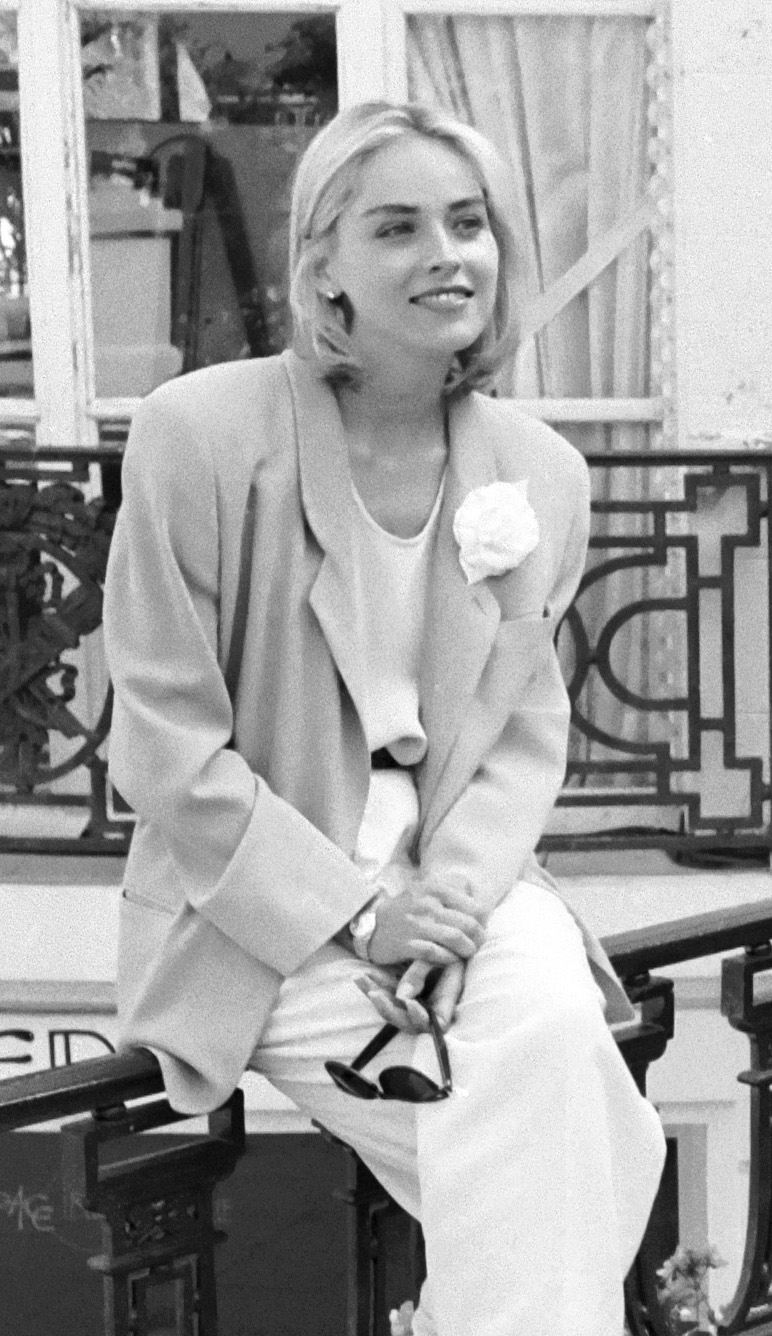
Sharon Stone i Frankrike 1991.

- 1986 – Kung Salomos sk(r)att II - Den förvunna guldstaden
- 1987 – Polisskolan 4 – Kvarterspatrullen
- 1988 – Action Jackson
- 1988 – Nico: Above the Law
- 1989 – En ny värld
- 1990 – Total Recall
- 1992 – Basic Instinct - iskallt begär
- 1993 – Den siste actionhjälten (okrediterad cameoroll)
- 1993 – Sliver
- 1994 – Det bitterljuva livet
- 1994 – Specialisten
- 1995 – Casino
- 1995 – Snabbare än döden
- 1996 – En djävulsk plan
- 1996 – Last Dance
- 1998 – Antz (röst)
- 1998 – The Mighty
- 1998 – Sphere – farkosten
- 1999 – Drömfabriken
- 2000 – Mitt liv, mitt val 2
- 2004 – Catwoman
- 2005 – Broken Flowers
- 2005 – Will & Grace (TV-serie)
- 2006 – Alpha Dog
- 2006 – Basic Instinct 2
- 2006 – Bobby
- 2008 – Five Dollars a Day
- 2009 – Streets of Blood
- 2013 – Lovelace
- 2017 – The Disaster Artist
- 2020 – Ratched (TV-serie)
- 2025 – Nobody 2